# ببنین
ببنین (به عربی: ببنين) یک منطقهٔ مسکونی در لبنان است که در شهرستان عکار واقع شده‌است.
 ببنین   ۱۰۰ متر بالاتر از سطح دریا واقع شده‌است.